# Tasiusaq (Qaasuitsup)
Tasiusaq ([ˌtasiuˈsɑq] según la antigua ortografía Tasiussaĸ) es un poblado de Avannaata al noroeste de Groenlandia.

## Etimología
En kalaallisut occidental: el nombre significa «parece como un lago» o «laguna». Aunque también puede traducirse «como un lago interior» o «bahía con una pequeña salida».

## Archipiélago Upernavik
Tasiusaq está localizado en la isla homónima sobre la bahía Tasiusaq perteneciente al archipiélago de Upernavik, vasto cúmulo de islas pequeñas en la costa de nororiental de la bahía de Baffin. El archipiélago se extiende desde el noroeste costa de la península de Sigguup Nunaa hasta el sur del extremo sur de la bahía Melville (greenlandic: Qimusseriarsuaq).

## Demografía
| Gráfica de evolución de Tasiusaq entre 1977 y 2020 |
|                                                    |

Tasiusaq es uno de los pocos poblados del municipio Avannaata que exhibe patrones de crecimiento significativo en el transcurso de las dos últimas décadas, aumentando casi a la mitad en relación con los niveles de 1990 y por encima del 7 % en relación con los niveles del 2000.

## Transporte
Durante los días de semana Groenlandia de Aire sirve el pueblo cuando parte de contrato de gobierno, con vuelos de Tasiusaq Helipuerto a Innaarsuit Helipuerto y a Upernavik Aeropuerto.